# Люпов, Алексей Николаевич
Алексе́й Никола́евич Люпов (22 февраля [5] марта 1872, Ставрополь (ныне Тольятти) — 25 сентября [8]  октября 1911, Ермаково, Осиновская волость, Сызранский уезд, Симбирская губерния) — русский офицер, артиллерист, участник Русско-японской войны, изобретатель, фотограф.

## Биография
Алексей Люпов родился в 1872 году в Ставрополе в семье военного.
После трёх лет обучения во 2-й классической Казанской гимназии, воспитывался в Нижегородском Аракчеевском кадетском корпусе, после пятого класса был переведён в Московский 1-й кадетский корпус, откуда вскоре был исключён за неуспеваемость. В течение года работал писцом
в полицейском управлении в Казани. В 1892 году, подготовившись, сдаёт экстерном экзамен за 7-й, последний, класс Нижегородского кадетского корпуса. Записывается вольноопределяющимся в 10-й Новоингерманландский полк, находившийся в Нижнем Новгороде, и, прослужив в нем более трёх месяцев, получает первый опыт солдатской службы. С 26 августа 1892 года начинает учёбу в Московском Алексеевском военном училище. В августе 1893 года произведён в портупей-юнкеры.
8 августа 1894 года стал кадровым офицером в чине подпоручика, зачислен в Михайловскую крепостную артиллерию (Батум). 19 июля 1898 года получил чин поручика, 19 августа 1901 года — штабс-капитана.
В 1900—1901 годах принимал участие в боевых действиях в ходе подавления боксёрского восстания. Весьма успешно принимал участие в штурме крепости Бэйтан, когда после артиллерийского обстрела крепости совместно российско-немецкими батареями крепость пала без атаки пехоты. За эту операцию Люпов был награждён орденом Святого Владимира IV степени с мечами и бантом. За совместную боевую работу с французскими и германскими батареями в этом бою он получил от германского императора прусский орден Короны 4-го класса с мечами, от президента Французской Республики офицерский орден Аннамского Дракона.
Фотографии, сделанные Люповым во время подавления восстания, использовал известный журналист, писатель-востоковед Дмитрий Янчевецкий в своей книге «У стен недвижного Китая» (1903 год).
По окончании восстания занимался строительством укреплений в Порт-Артуре. С 1903 по 1904 год вёл дневник, который позже готовился его братом к публикации, однако так не был издан.
Во время Русско-японской войны 1904—1905 годов участвовал в обороне Порт-Артура (с 30 июля по 23 декабря 1904 года), командовал батареей 9-дюймовых мортир Квантунской крепостной артиллерии. После падения города, подобно многим другим офицерам, отказавшимся дать обещание никогда не воевать с Японией, оказался в японском плену. Пробыл в плену год, получив там туберкулёз правого лёгкого. Вступил в переписку и позднее познакомился с епископом Николаем Японским, переосмыслив за время плена своё отношение к религии и христианству.
2 февраля 1907 года, после возвращения в Россию ушёл в отставку в чине капитана, получил пенсию, занимался изобретательством.
С 1908 по 1911 год в Министерстве промышленности и торговли им было запатентовано 15 изобретений в области авиации, медицины и астрономии.
Из выданных на его имя охранительных свидетельств сохранились шесть:

• проект восьмицилиндрового двигателя 

• одноколесные роликовые коньки с предохранительными шариками

• конструкция разборной автоматически движущейся гребёнки ко всем машинкам для стрижки волос

• шариковая система с автоматической смазкой и электрическим прерывателем для перевозки каменных зданий на большие расстояния

• однорядный шариковый подшипник с регулирующимся конусом на пустотелой оси, наливаемой смазочным маслом

• паяльный прибор для жидкого горючего с ножным воздушным насосом и регулируемой горелкой.
В 1911 году, решив заняться хуторским хозяйством, переехал в Жигули. Для этого Люпов купил за 250 рублей (очень большие деньги для такой земли) у крестьян села Осиновки десятину непригодной к земледелию земли на крутом берегу Волги и нанял за 35 рублей двух крестьян для строительства временного зимовья — землянки. Пока шло строительство, Люпов жил в дощатой будке дебаркадера на купеческой пристани у села Ермаково. В ночь на 25 сентября старого стиля 1911 года спящий отставной капитан был убит приютившим его конторщиком пристани и местным крестьянином, рассчитывавшими его ограбить. Они предполагали, что Люпов имеет при себе большую сумму наличных денег. По полицейским протоколам, добыча убийц составила 226 рублей.
Разбойники бросили тело капитана выше по течению, на берегу Волги у Осиновского перевоза, предполагая симулировать убийство на дороге. Когда рассвело, конторщик отправился в Осиновское волостное правление с заявлением, что недалеко от пароходной пристани совершено убийство. На теле Люпова насчитали 9 ран от обуха топора и полена. Дети ермаковского крестьянина, бывшие свидетелями убийства и приставленные отмывать кровь на дебаркадере, при расспросах невольно выдали отца. 11 ноября 1912 года убийц судили, приговорив работника пристани к 20 годам каторги, а крестьянина — к 10 годам, с последующим пожизненным поселением в Сибирь по истечении срока наказания для обоих. Третий подозреваемый, двоюродный брат второго убийцы, стоявший, по версии обвинения, на берегу рядом с пристанью на карауле, был оправдан за недостаточностью улик.

## Награды
- Орден Святого Владимира IV степени с мечами и бантом (1901) (за Бэйтан);
- орден Святой Анны IV степени с надписью «за храбрость» (1904) (за Порт-Артур)[7];
- орден Святой Анны III степени с мечами и бантом (за Порт-Артур);
- орден Святого Станислава II степени с мечами (за Порт-Артур);
- орден Короны 4-го класса с мечами (Пруссия);
- офицерский крест ордена Аннамского Дракона (Франция);
- медали.

## Память

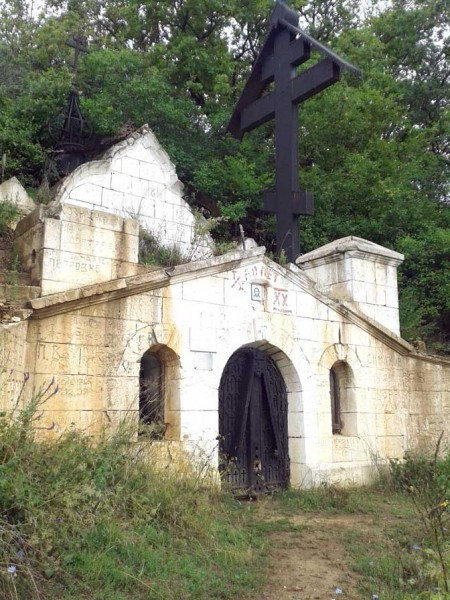
Часовня

Узнав о гибели Алексея Николаевича, его старший брат, Сергей Николаевич Люпов, также кадровый военный (в то время — полковник), приехал в Ермаково и поставил в 1914 году на месте вырытой покойным братом землянки часовню-усыпальницу над могилой брата и нанял двух монахинь для поддержания в ней святого огня, который до 1917 года служил волжским речникам маяком. Автор проекта часовни — военный инженер туркестанского округа Фёдор Владимирович Смирнов. Также в часовне находились походная кровать А. Н. Люпова, которая была с ним во время осады Порт-Артура, и в японском плену, и на которой он был убит; и вериги (чугунные цепи с гирями весом в 3/4 пуда), которые в последние годы носил Алексей Николаевич.
Над могилой и на горе над часовней были установлены памятные кресты. Намогильный крест был украшен изображениями и надписями. На одной стороне креста был изображён распятый Христос, и содержались цитаты из Евангелия. На другой имелись портрет А. Н. и надгробное слово:

НАДГРОБНОЕ СЛОВО
„кровью вѣнчавшемуся“
„Здѣсь покоится прахъ капитана Квантунской крѣпостной артиллеріи Алексѣя Николаевича Люпова, убитаго въ ночь на 25 сентября 1911 года на купеческой пристани у села Ермаково при попыткѣ заняться хуторскимъ хозяйствомъ.

Родился 22 февраля 1872 года. Убитъ 39 лѣтъ. День ангела 17 марта“.

А   л    е    ш    ѣ,
моему    милому    брату,    кровью    вѣнчавшемуся,    надгробное    слово.
„Ты из первыхъ прибылъ в только-что занятый Портъ-Артуръ. Ты съ 1898 г. неустанно трудился надъ артиллерійским вооруженіем его батарей. Въ Китайскую войну ты вооружал Цзинь-Чжоусскую позицію и бомбардировалъ крѣпость Бейтанъ. Въ Японскую войну ты выдержалъ всю длинную, одиннадцати-мѣсячную осаду Портъ-Артура, ты перенесъ мучительный плѣн въ Японіи и въ 1906 году вернулся в Россію. Ты подорвалъ на войнѣ свое здоровье и решилъ оставить службу.

Въ 1907 году ты началъ новую трудовую жизнь по части изобрѣтений въ области медициы, авіаціи и астрономіи; ты выказалъ въ этой области громадный талантъ и подавалъ огромныя надежды... 

Оберегая интересы Россіи на Дальнем Востокѣ, на твердыняхъ Портъ-Артура ты изнемог... Живя во время многострадальной осады в сыром и холодномъ казематѣ ты получилъ туберкулезъ праваго легкаго...

Сюда, на берега родной Волги ты пріехалъ поправиться, отдохнуть и продолжать заниматься любимымъ дѣлом, любуясь чудными далями, открывающимися съ избраннаго тобой мѣста...

Ты всегда сердечно относился къ солдату, зналъ его хорошо; зналъ, что русскій солдатъ, онъ же и русскій крестьянинъ, добръ и отзывчивъ... Тебя здѣсь хорошо встрѣтили крестьяне и ты имъ довѣрился... Ты, не взирая на всѣ твои заслуги, жил здѣсь, как простой рабочій, мастеровой...

За всю твою кротость и поистинѣ христіанскую доброту, за все твое непротивленіе злу, которое ты исповедывалъ, ты получил 9 страшных ударовъ топоромъ: тебѣ пробили в 3 мѣстах черепъ, переломили 9 реберъ и грудную клѣтку…

Пути Господни неисповѣдимы.

Да будетъ Его святая воля!“

Сейчас эти элементы отделки креста утеряны. Сергей Николаевич также издал небольшую иллюстрированную книжку «Жигулёвское сказание», в которую он поместил несколько стихотворений, посвящённых брату.
В годы Советской власти могила царского офицера оказалась забыта и заброшена. Сведения о том, зачем стоит крест и кто похоронен в часовне, местные краеведы не афишировали. Постепенно часовня обветшала и была превращена в отхожее место, крест весь был исписан граффити. После сооружения Жигулёвского водохранилища и снижения уровня воды в Волге, часовня оказалась в 4 метрах над уровнем воды и лишилась доступа с реки, которая подходила в разлив к самому краю каменной террасы, на которой она расположена. От террасы к Волге ведёт спуск, состоящий из ступенек, высеченных в камне.

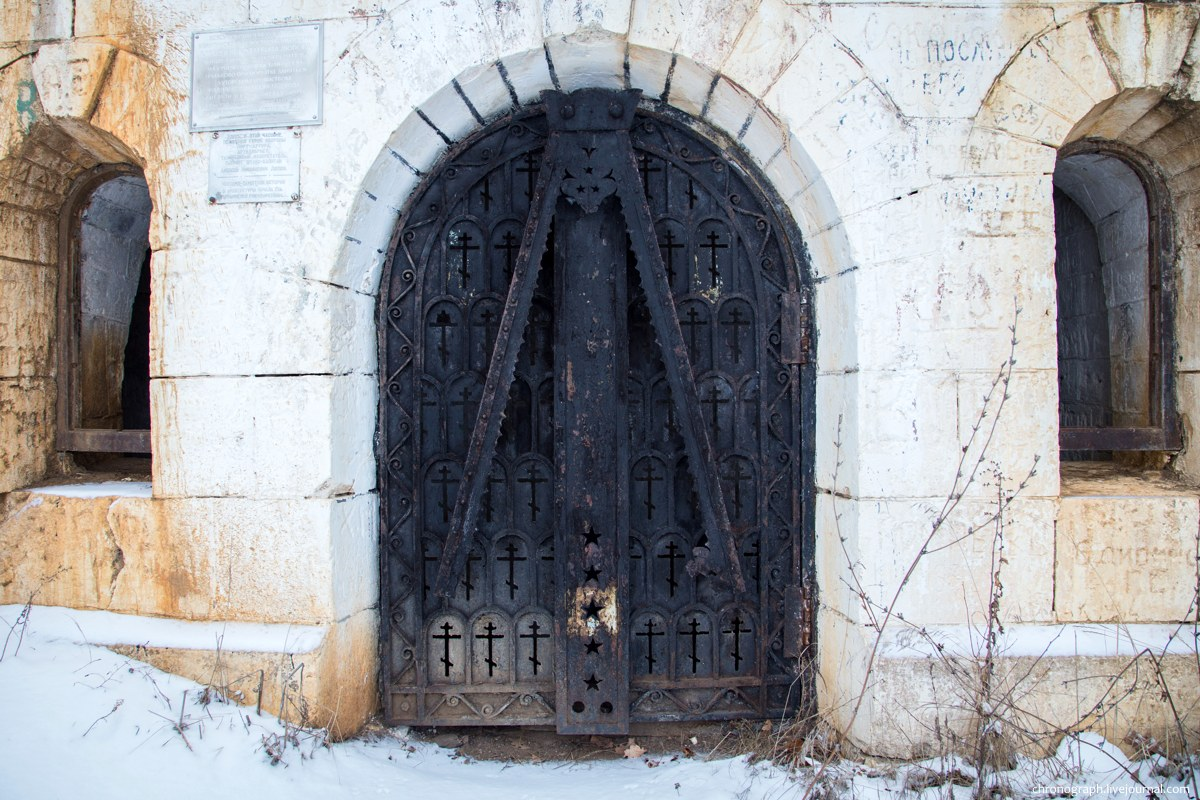
Железная дверь в усыпальницу

Только в 1983 году, в ходе Жигулёвской кругосветки, туристы, высадившись у часовни, привели место в приличный вид. С тех пор каждый год команда туристов посещает часовню и наводит порядок. Постепенно выяснилось, когда была построена часовня и кто в ней похоронен. Однако уберечь место захоронения не удалось: на крыше часовни нет маковок, иконы, висевшие в часовне и над входом, похищены, чугунную кружевную решётку, которая была у подножия креста, тоже унесли. Выломали с камня чашу, сбили подсвечник. Внутри часовни ничего не сохранилось, но до 30-х годов в ней находился громадный железный сундук, прикованный цепями к стене. В настоящее время часовня разрушается, обваливается подпорная стенка, старая тропа от часовни на гору заросла, а существующая опасна и аварийна: стекающие с холма потоки дождевой воды и глины от любителей подниматься на гору, к верхнему кресту, засыпают часовню и её крышу.

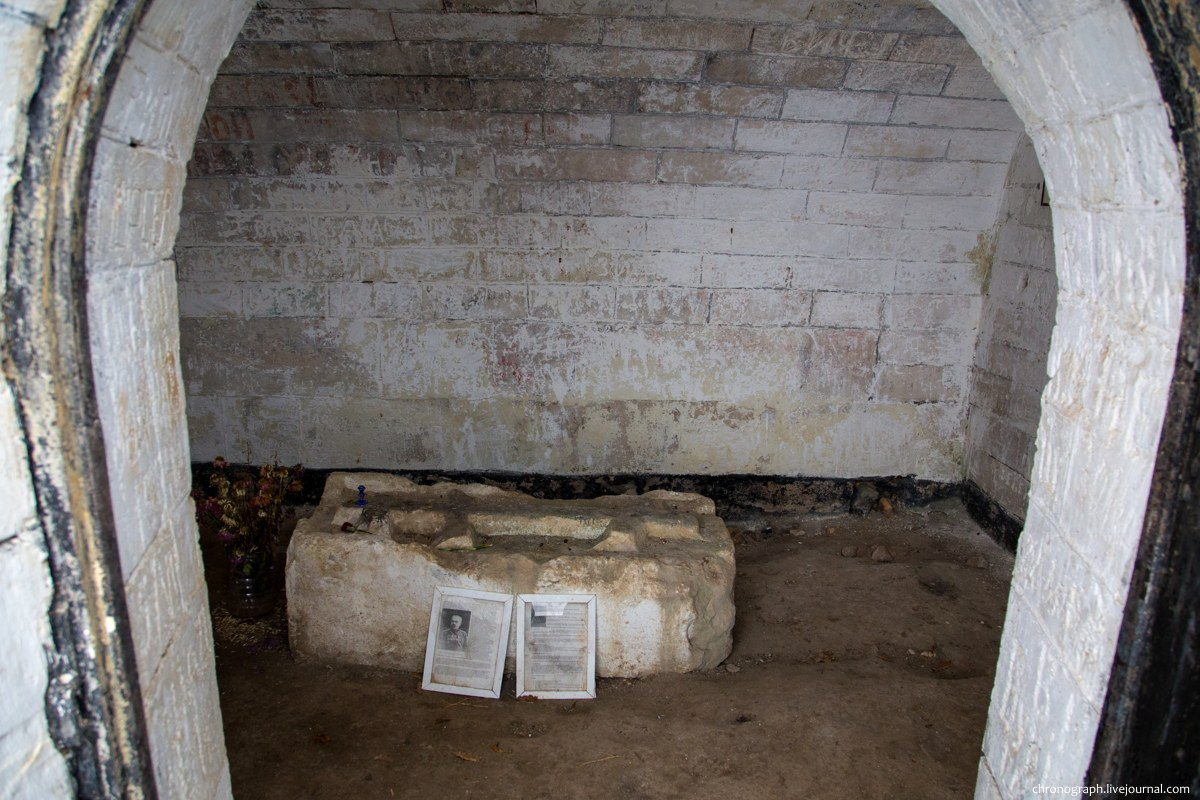
Надгробный камень

В 2014 году неравнодушные граждане подняли вопрос о необходимости признания часовни памятником и соответствующем её содержании, однако областное министерство имущественных отношений считает, что часовня является «бесхозяйным недвижимым имуществом», и разрешает администрации Ставропольского района начать процедуру оформления права собственности на часовню. В то же время администрация Ставропольского района считает  что объект не является муниципальной собственностью и затраты на его содержание не заложены в бюджет. Пока чиновники продолжают активную переписку и никакое из ведомств не желает брать на содержание памятник, часовня продолжает разрушаться.

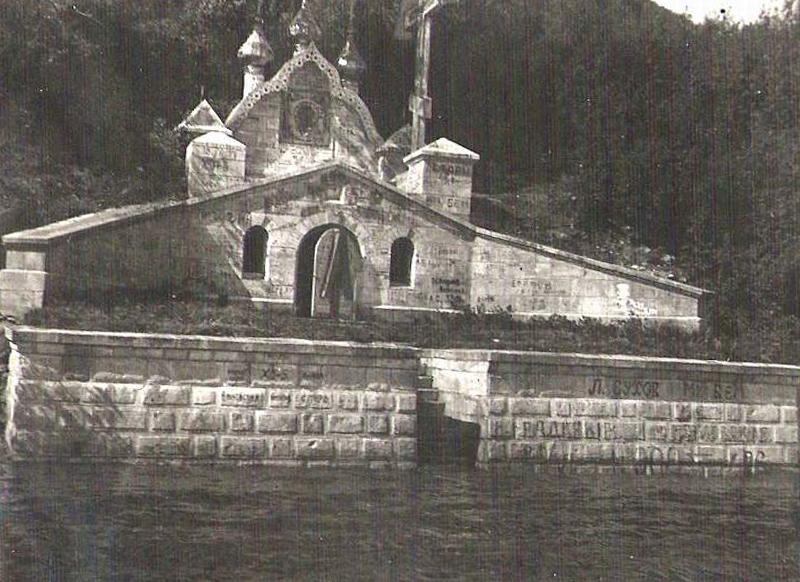
Часовня Люпова. Фото 1927 года.

## Примечание
1. ↑  Л.М. АРХИПОВА БИОГРАФИЧЕСКИЙ ДИСКУРС ПОВСЕДНЕВНОЙ АРМЕЙСКОЙ СЛУЖБЫ В КОНЦЕ XIX ВЕКА (по письмам подпоручика А.Н. Люпова). Дата обращения: 19 апреля 2025. Архивировано 27 апреля 2025 года.
2. ↑  Дмитрий Янчевецкий У стен недвижного Китая. Дневник корреспондента «Нового Края» на театре военных действий в Китае в 1900 году. СПб-Порт-Артур. 1903 Архивная копия от 17 октября 2007 на Wayback Machine
3. ↑  Российский государственный военно-исторический архив. Ф. 487. Оп. 1. Д. 65. Л. 49—55. Машинопись
4. ↑  П. Д. Дузь История воздухоплавания и авиации в России: период до 1914 г
5. ↑  Сказка жизни // Искры : Художественно-литературный и юмористический журнал. — Москва: Т-во И. Д. Сытина, 1912-11-11. — Вып. 44. — С. 353. Архивировано 9 апреля 2014 года.
6. ↑  Люпов С.Н. Судьба порт-артурца. Стеногр. отчет по делу об убийстве капитана в отставке Квантунской крепостной артиллерии Алексея Николаевича Люпова. — Москва: тип. Штаба Моск. воен. окр., 1913. — С. 205.
7. ↑  Русско-японская война 1904—1905 гг. — Летопись войны с Японией 1904—1905 — Списки награждённых за 1904 — орденами за отличия (1). Дата обращения: 22 октября 2013. Архивировано 17 мая 2012 года.
8. ↑  Вокруг света. Большая Волга. Дата обращения: 30 сентября 2017. Архивировано 6 марта 2014 года.
9. ↑  Емельянов, М. А. Жигули и "кругосветка" [Текст] / М. А. Емельянов. - [2-е изд.]. - Куйбышев : Куйбышев. изд-во, 1937 (тип. им. Мяги).
10. ↑  Анна Штомпель. Потерялась часовня - хозяин не найден (недоступная ссылка — история) // Самарские известия. — Самара, 2014-09-05. — № 130 (6798).